# 미니스테리아속
미니스테리아속(Ministeria)은 일종의 작은 단세포 진핵생물로 박테리아를 먹고 산다. 후편모생물임에도 불구하고, 기존의 금편모충류 또는 동물과 같은 후편모생물 계통에는 속하지 않는 것으로 추측된다. 후편모생물 중에서 역시 분류 위치가 불확실한 캅사스포라속과 함께 하나의 분류군을 형성하는 것으로 추정된다.